# Андерс Банке
Андерс Банке (швед. Anders Banke; нар. 2 серпня 1969) — шведський кінорежисер.

## Біографія
Народився 2 серпня 1969 року в Істаді, Швеція. Закінчив Всеросійський державний інститут кінематографії в Москві. Режисер короткометражних фільмів «Хакер» (учасник конкурсної програми кінофестивалю в Гетеборзі), «Підготовка», «Доброзичливий світ», «Нічна зміна», а також рекламних роликів для Samsung, Ford, Fantastic Film Festival, кліпів для музичних команд Prominent, Weeping Willows. Дебютна повнометражна картина Андерса «30 днів до світанку» отримала Гран-прі на фестивалі фантастичного кіно Фанташпорту (Португалія) і була продана для прокату в понад 40 країн світу.

## Фільмографія
- 2004 — Джон Хоу: Туди і назад / John Howe: There and Back Again (Швеція)
- 2006 — 30 днів до світанку / Frostbiten (Швеція)
- 2009 — Гарячі новини / Горячие новости (Росія)
- 2014 — Чорнобиль. Зона відчуження / Чернобыль. Зона отчуждения (Росія)
- 2018 — Чаклунки (телесеріал, Україна)